# Ozarba sciaphora
Ozarba sciaphora là một loài bướm đêm trong họ Noctuidae.